# João Wengorovius Meneses
João Wengorovius Ferro Meneses (Lisboa, 3 de setembro de 1974) é um gestor e político português.

## Família
Sobrinho materno do advogado e militante estudantil e político português Vítor Manuel Wengorovius, que fundou, com Jorge Sampaio, o Movimento de Esquerda Socialista (MES).

## Formação
João Wengorovius Meneses é bacharel em Gestão de Marketing pelo Instituto Português de Administração de Marketing (1995), licenciado em Gestão pela Faculdade de Economia da Universidade Católica Portuguesa (2002) e mestre em Desenvolvimento, Diversidades Locais e Desafios Mundiais pelo Instituto Superior de Ciências do Trabalho e da Empresa (2004).

## Atividade política e profissional
João Wengorovius Meneses foi nomeado diretor Municipal de Ação Social, Educação, Juventude e Desporto da Câmara Municipal de Lisboa, em 2010.
Foi coordenador do Gabinete de Apoio ao Bairro de Intervenção Prioritária da Mouraria da Câmara Municipal de Lisboa e diretor executivo do Mouraria Creative Hub, da Câmara Municipal de Lisboa.
Em novembro de 2015 assumiu as funções de Secretário de Estado da Juventude e Desporto no XXI Governo Constitucional de Portugal.
Em abril de 2016 demitiu-se do cargo de secretário de Estado da Juventude e Desporto em profundo desacordo com o ministro da Educação, Tiago Brandão Rodrigues em relação às políticas seguidas e ao modo de estar no exercício de cargos públicos.

## Obras publicadas
- AZEVEDO, Carlos; FRANCO, Raquel Campos; MENESES, João Wengorovius. Gestão de Organizações sem Fins Lucrativos: O Desafio da Inovação Social. 3.ª ed., Impulso Positivo, 2013. ISBN 978-989-202865-1
- MENESES, João Wengorovius. O Peixe Amarelo: Pistas para um Mundo Melhor. Pedra Angular, 2009. ISBN 978-989-961-45-3 Erro de parâmetro em {{ISBN}}: comprimento[6][7]